# Draba paishanensis
Draba paishanensis là một loài thực vật có hoa trong họ Cải. Loài này được T.Mori mô tả khoa học đầu tiên năm 1927.